# Нижнетагильский драматический театр имени Д. Н. Мамина-Сибиряка
Нижнетагильский драматический театр имени Д. Мамина-Сибиряка — драматический театр в городе Нижний Тагил Свердловской области России, один из четырёх театров города, самый большой и старейший театр Нижнего Тагила. Расположен в Ленинском районе.

## История театра
Предшественниками Нижнетагильского драматического были любительский театр, открытый служащими демидовских заводов в 1862 году и проработавший с некоторыми перерывами около 60 лет, полупрофессиональные ТРАМ, драматическая труппа «Ансамбль» и театр Наркомпроса, созданные энтузиастами в 1920—1930 годы.
С июня 1940 года по сентябрь 1943 года в городе в клубе им. Горького работал Серовский драматический театр, который получил название Нижнетагильского драматического театра.
В сентябре 1943 года театру было предписано переезжать в город Каменск-Уральский, где он получил название Свердловский государственный областной драматический театр. Причина переезда — необходимость освобождения театральной площадки для эвакуированного из Ленинграда Нового театра.
Новый Нижнетагильский драматический театр был организован по решению Совета Народных Комиссаров РСФСР в конце 1945 года. Труппа театра создавалась на основе выпускников курса Ленинградского театрального института имени А. Н. Островского. В состав труппы вошли также актёры Москвы, Ленинграда, Горького и других крупных городов СССР. Среди них заслуженный артист РСФСР П. Лешков — актёр, режиссёр, педагог, работники ленинградских театров Н. Спирова, С. Котов, Д. Черкасов, артисты московских театров Ф. Валицкая, А. Сидорова, Д. Колпаков, В. Владимирова. В постановочную группу также вошли режиссёр Г. Энритон, главный художник И. Гинзбург, зав.музыкальной частью А. Куплетский, зав.хореографической частью В. Владимиров. Кроме того, в первой труппе была молодежь ленинградских театров — Академического театра имени А. С Пушкина и Большого драматического театра. Художественным руководителем театра был утвержден Б. Г. Рощин, ранее руководивший крупными театрами Москвы, Ярославля и Владивостока.
Театр открылся 8 мая 1946 года спектаклем «Оптимистическая трагедия», также разместившись в клубе им. Горького. В его афише были лучшие пьесы того времени — «История одной любви» К. Симонова, «Таня» А. Арбузова и мировая классика — «Анна Каренина» Л. Толстого, «Маскарад» М. Лермонтова, «Тартюф» Мольера, «Мария Тюдор» В. Гюго.
В 1955 году театр переехал в новое здание со зрительным залом на 800 мест, специально построенное на Театральной площади в стиле советского неоклассицизма (московский архитектор А. В. Тарасенко). 20 августа 1955 года был сыгран премьерный спектакль «Порт-Артур».
В первые десятилетия в театре работали будущий кинорежиссёр В. Мотыль, известная французская пианистка В. Лотар-Шевченко, заслуженные деятели искусств РСФСР Б. Гронский, Е. Островский, заслуженный артист ТАССР В. Добронравов, художники В. Гартунг, М. Медведь, заслуженные артисты РСФСР Д. Черкасов, З. Бестужев, М. Полетаева, Н. Будагов, актёры И. Кашников, Н. Серебренникова — единственная артистка, проработавшая на тагильской сцене ровно полвека, именем которой названо одно из театральных фойе. В золотой фонд театра вошли в 50-60 годы спектакли «Угрюм-река» В.Шишкова, «Иркутская история» А.Арбузова (режиссёр В. Демин), «На дне» М. Горького, «Гроза» А. Островского.
С 1963 года театр носит имя писателя Д. Мамина-Сибиряка.
В разные годы на сцене театра были поставлены его произведения «Золотопромышленники», «Дикое счастье», «Приваловские миллионы», «Горное гнездо» — этот спектакль В. Пашнина был снят как многосерийный телевизионный фильм режиссёром Свердловской Государственной телерадиокомпании В. Лаптевым.
В 1970-80 годы театром руководили В. Терентьев, А. Щеголев, Г. Цветков, работали режиссёры А.Степанищев, В.Хоркин, Д.Дралюк, Ю.Горин. В их спектаклях «Царь Фёдор Иоаннович» А. Толстого, «Аристократы» Н.Погодина, «Человек со звезды» Виттлингера, «Характеры» В. Шукшина, «Диктатура совести» М. Шатрова, «Последний пылкий влюблённый» Н. Саймона сыграли свои лучшие роли народный артист РСФСР Ф. Штоббе, заслуженные артисты РСФСР Н.Будагов, Н.Чумакова, И. Высоцкая, В. Гришин, С.Першаков, актёры А.Вакулина, А. Саловский, М. Юрченко.
С 1990 по 2010 год театр возглавлял заслуженный деятель искусств РФ, лауреат Государственной премии имени К. Станиславского В. Пашнин. Старожилами афиши этой поры стали сохранявшиеся в репертуаре более 10 лет спектакли «Филумена Мартурано» Э. де Филиппо с заслуженными артистами РФ М. Байер и Е. Кашниковым в главных ролях, «Парижский уик-энд» Ж. Пуарэ с заслуженной артисткой РФ И. Высоцкой и В. Пашниным, мюзикл «Лисистрата» С. Зырянова и В. Шемякина с артисткой Н. Соничкиной.
Легендами театра стали спектакли «Ромео и Джульетта» У. Шекспира с будущими заслуженными артистами РФ И. Булыгиным и Е. Гордеевой, «Гарольд и Мод» с народной артисткой РФ И.Высоцкой и заслуженным артистом РФ И.Булыгиным и музыкальная история «Dogs» Т. Муллер, выросшая из дипломного спектакля выпускников Актёрского отделения Нижнетагильского училища искусств в лидера театрального репертуара.
Большинство спектаклей этих 20 лет оформлял лауреат Государственной премии имени К. Станиславского А. Кузнецов. Музыку к более чем 40 постановкам написал композитор В. Шосман.
С 2010 года художественным руководителем театра является заслуженный артист РФ И. Булыгин.
В разные годы театр гастролировал в Екатеринбурге, Петрозаводске, Грозном, Орджоникидзе, Кривом Роге, Саранске, Ташкенте, Самарканде, Новгороде, Перми, Кустанае, Кемерово, Новокузнецке, Ульяновске, Прокопьевске, Пскове, Новороссийске, Ростове, Дзержинске, Челябинске, Оренбурге, Кирове и других городах.

## Руководство
Директора:
- 24.06.1945—? — А.Гутовский[8]
- ?—1951 — А. Ф. Истомин
- 1952—1955 — Егоров Алексей Григорьевич[9]
- 1955—? — М. П. Трунов
- 1958—? — Гашев Игорь Иванович
- 1966—1970 — П. Твердохлебов
- 1990—2009 — Бубенков Виктор Петрович[10]
- 2015—? — Анисимова Ольга Георгиевна

Художественные руководители (главные режиссеры)
- 1945—1946 — Рощин Борис Г.
- 1946—1949 (август) — Потик Борис Осипович
- 1949—1952 — Саламатин Иван Алексеевич
- 1952—? — Юровский Юрий Вадимович
- 1955—1958 — Ведёрников Константин Александрович[11]
- 1958—1962 — Гронский Борис Григорьевич[12]
- 1962—1963 — Добронравов Владимир Иванович
- 1963—1973 — Ефим Островский[13]
- 1970—е — Терентьев Виктор Сергеевич
- 1974—1983 — Щеголев Анатолий Иванович
- 1985—1990 — Цветков Георгий Всеволодович[14]
- 1990—2010 — Валерий Пашнин
- 2010—н.в. — Игорь Булыгин

### Премия имени Валерия Пашнина
В 2014 году в память о В. П. Пашнином была учреждена премия для лучших актёров. Премия вручается ежегодно за творческие успехи, серьёзный личный вклад в развитие и сохранение традиций Нижнетагильского драматического театра и признание зрителей.

## Творческий коллектив
- Игорь Булыгин, заслуженный артист РФ, лауреат премии Губернатора Свердловской области (2013)[15], лауреат Премии главы города Нижний Тагил (2017, 2018), художественный руководитель театра[16]
- Вадим Шосман, лауреат премии Губернатора Свердловской области (2013)[15], лауреат премии Главы города Нижний Тагил (2017, 2018), заведующий музыкальной частью
- Иза Высоцкая, народная артистка России (2005)[17]

## Здание

Письмо потомкам узников Тагиллага, найденное при ремонте здания театра в 2005 году

Автор проекта театрального здания, построенного в 50-е годы XX века — ленинградский архитектор Тарасенко. 
В 1953 году началось возведение Драмтеатра. На должность директора строительства ключевого объекта города назначили Павла Алексеевича Барышева. Под его руководством объект был сдан на год раньше. 
20 августа 1955 года Нижнетагильский драмтеатр был торжественно открыт, а пригласительный билет № 1 был вручён директору строительства — Павлу Алексеевичу Барышеву.
Здание отличает своеобразный портик, скульптуры на фронтоне, олицетворяющие по замыслу их создателей «неразрывный союз труда, науки и искусства», отделка гардероба, ступеней и фойе уральским гранитом, белым, серым и красным мрамором. В фойе второго этажа на фресках под потолком изображены портреты великих русских драматургов, которых окружают герои их самых известных пьес.
Первоначально зрительный зал театра был рассчитан на 800 мест, но после реконструкции в 70-е годы и последней перестройки в 2000 году в зале осталось 530 кресел. Настоящим украшением зрительного зала все эти годы остаются люстра в 300 ламп и расписной потолок. На нём по кругу изображены картины «счастливой сталинской жизни»: сцены выступлений Уральского народного хора, из балета «Лебединое озеро», опер «Садко», «Отелло». Над дверью балкона есть малозаметный фрагмент росписи, где написаны имена художников, выполнивших это огромное полотно: «Бережной, Влащик, Дятлов, Казаков, Штейман».
Известно, что здание было построено в кратчайшие сроки и в строительстве принимали участие заключённые Тагиллага. В марте 2005 года во время ремонтных работ на одном из перекрытий было обнаружено послание строителей потомкам — металлическая плакетка с текстом: «Эта надпись замурована 15 марта 1954 года не под гром оркестров и шум толпы, но она расскажет потомству, что этот театр построен не силами комсомольских бригад, как об этом будут утверждать летописи, а создан на крови и костях заключённых — рабов XX столетия. Привет грядущему поколению, и пусть ваша жизнь и ваша эпоха не знает рабства и унижения человека человеком. С приветом заключённые И. А. Кожин, В. Г. Шарипов, Ю. Н. Нигматулин».
С августа 2014 по август 2015 здание театра реконструировано, капитально отремонтировано и оснащено современной сценической аппаратурой.

## Галерея

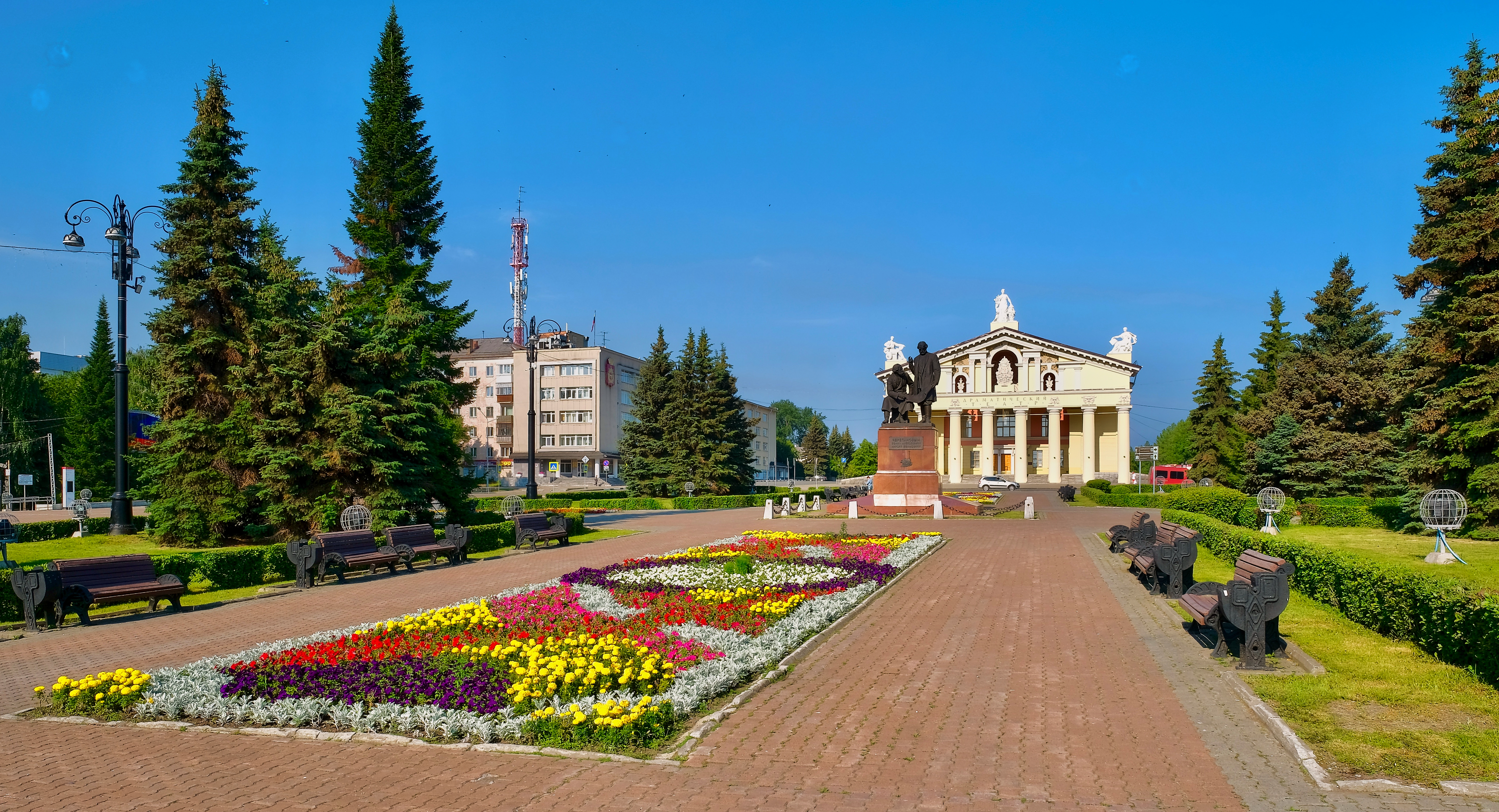
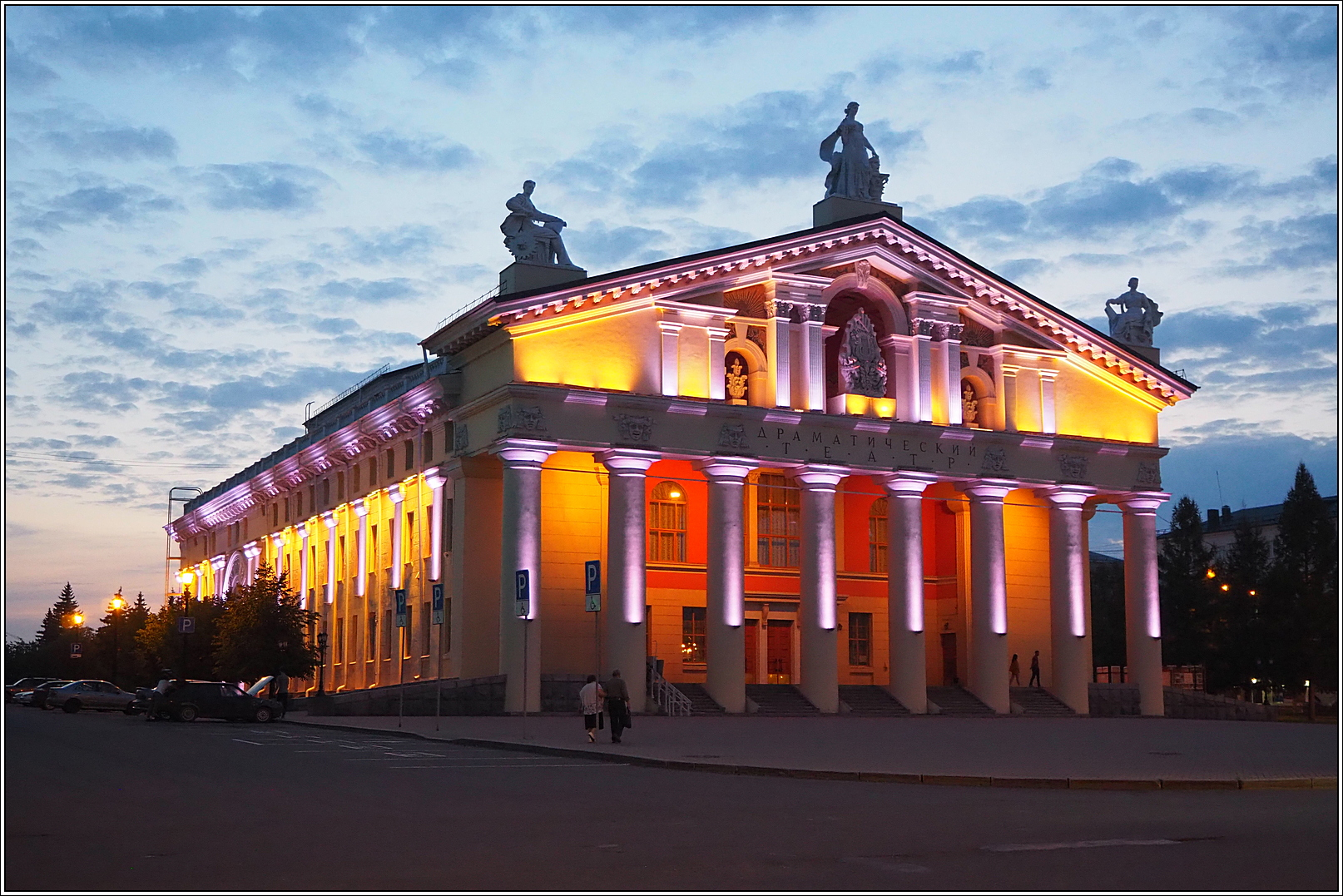
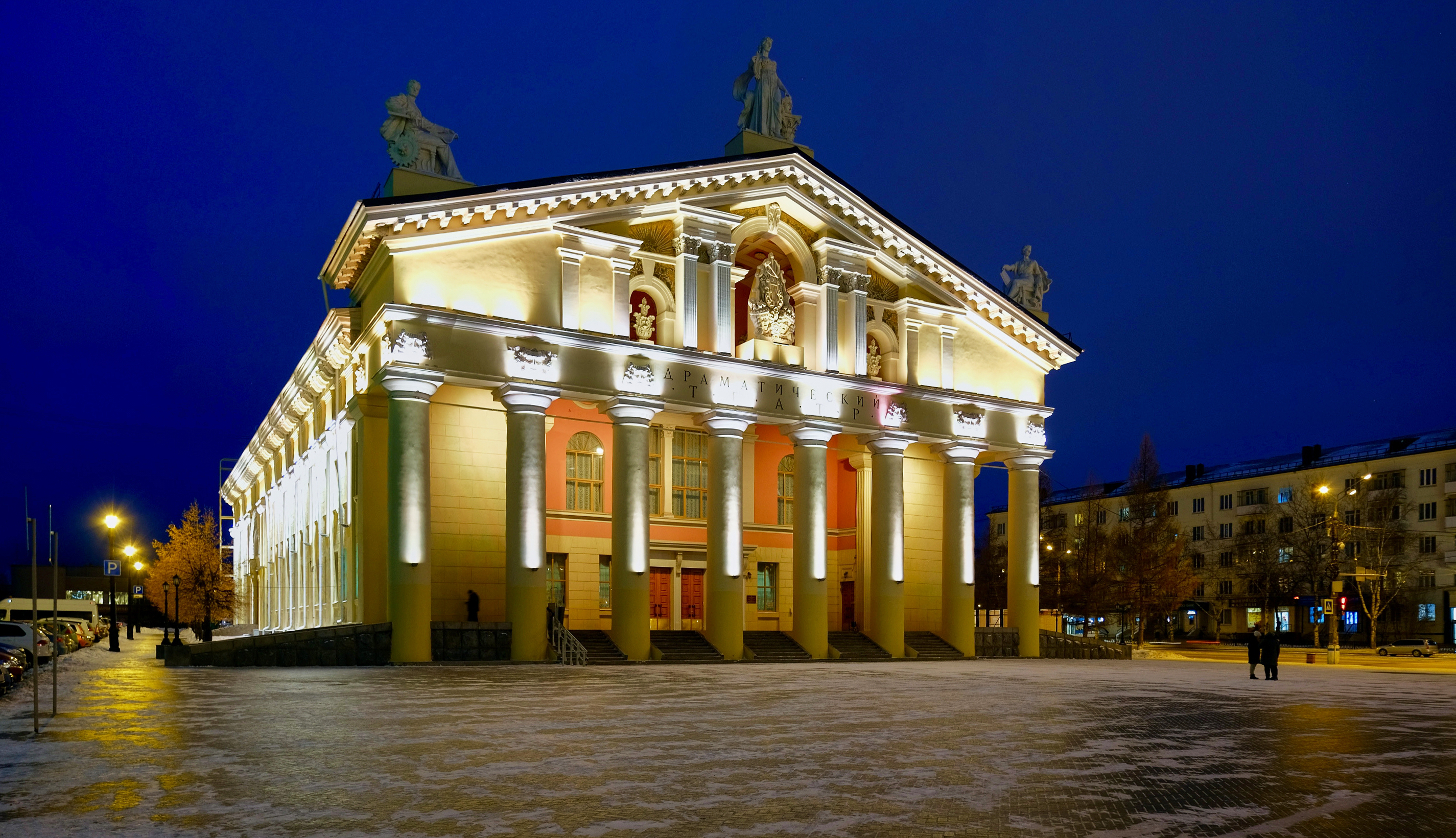
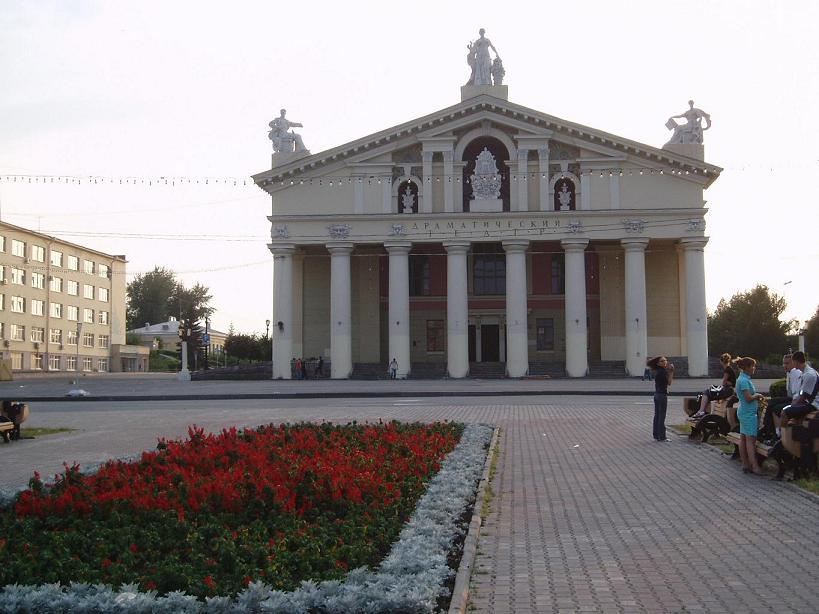
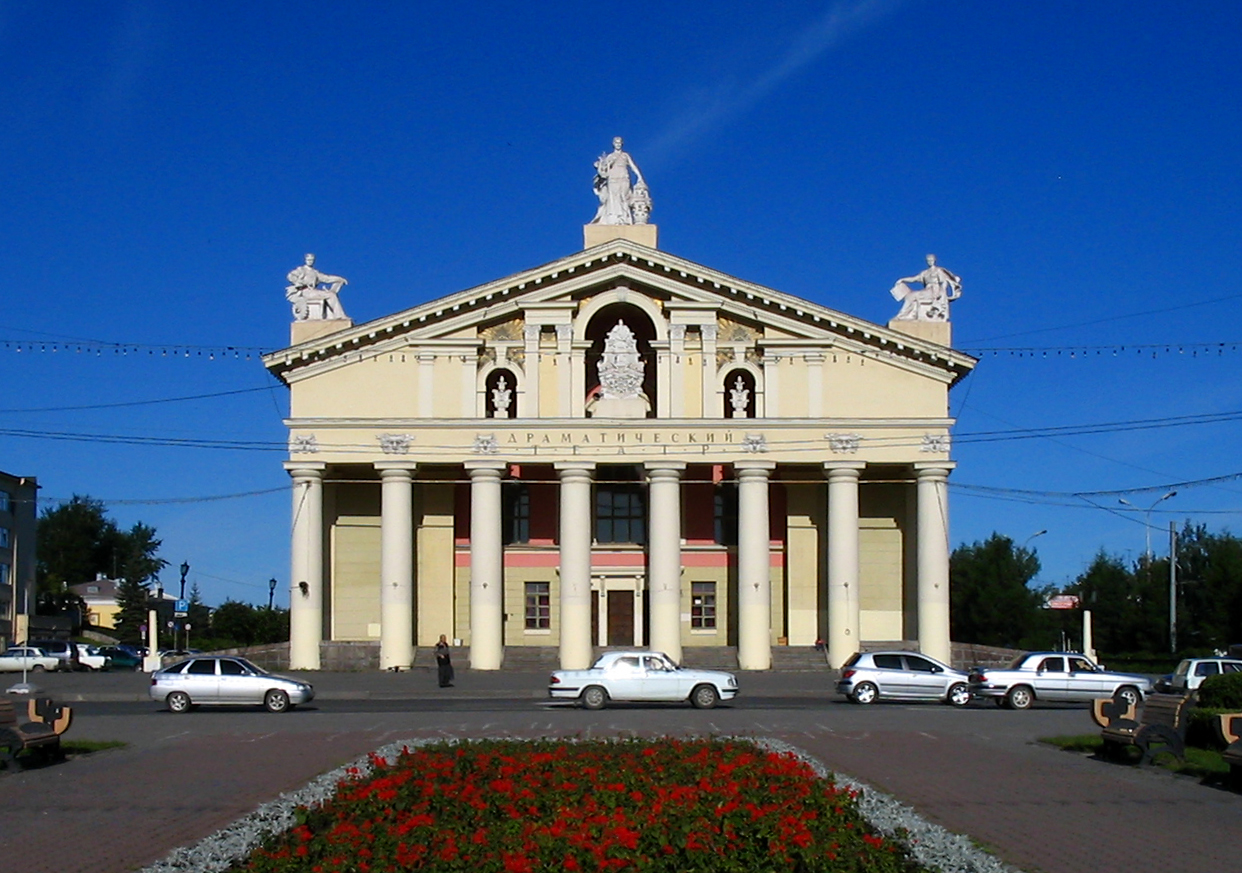
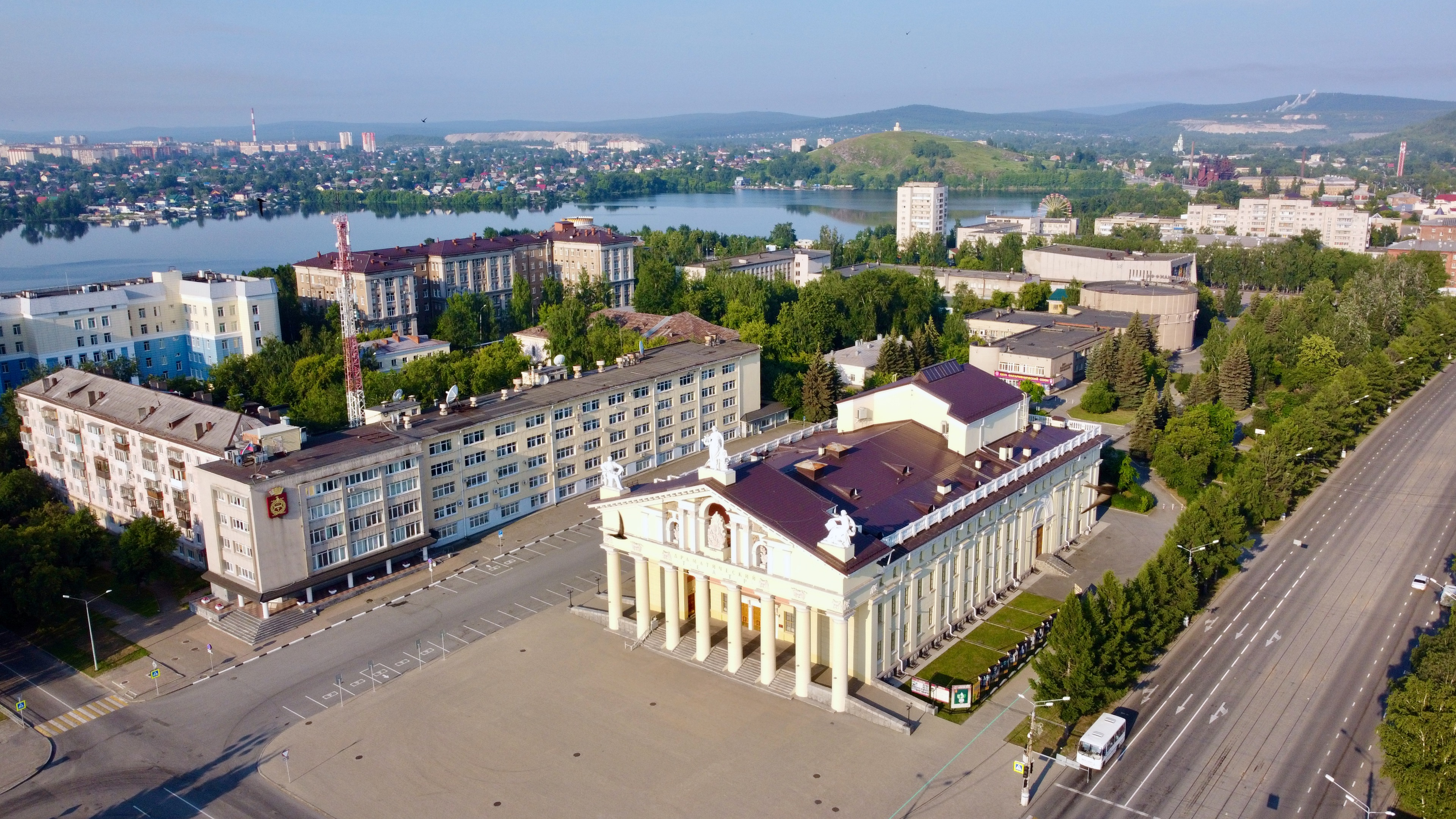
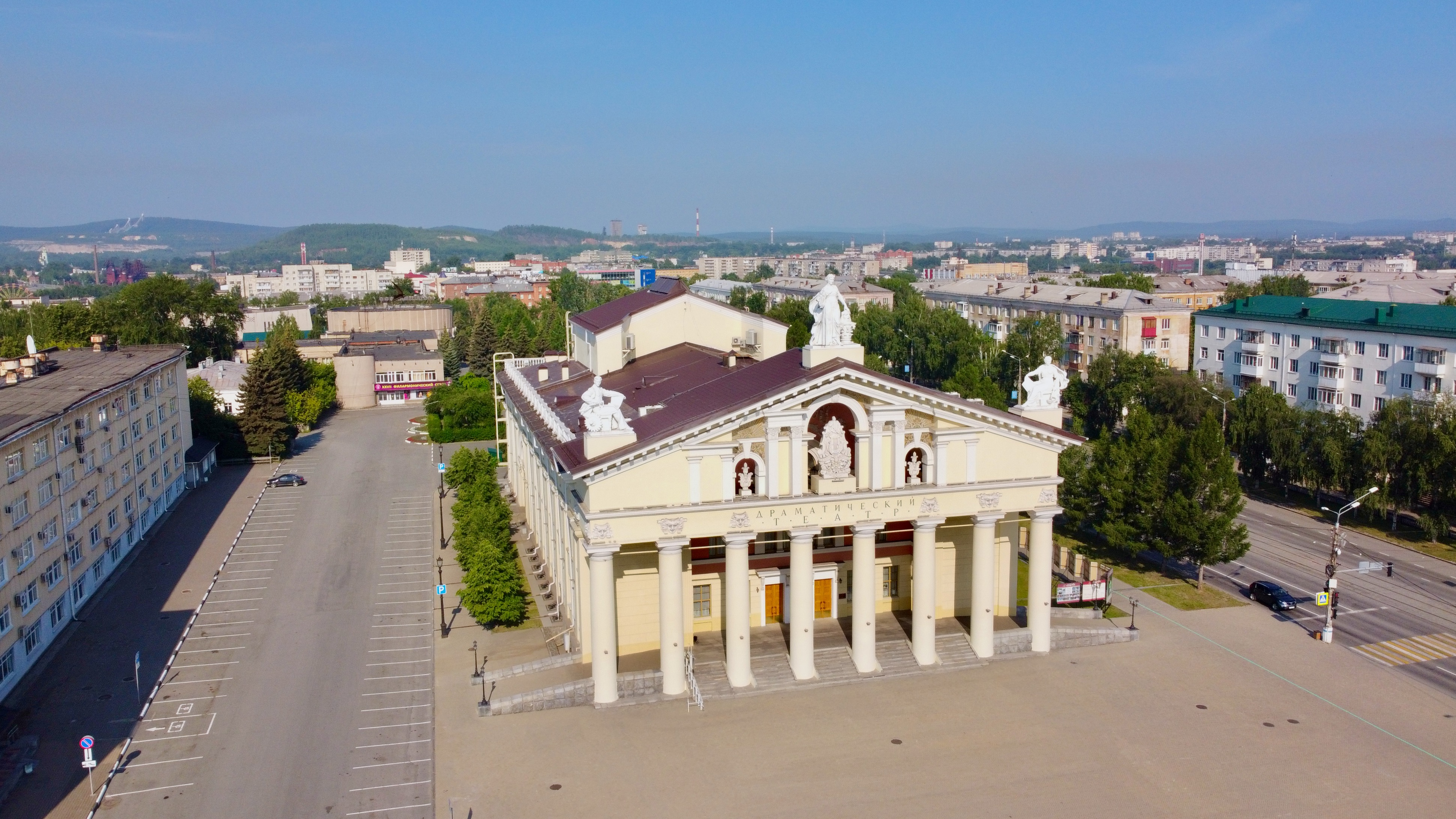
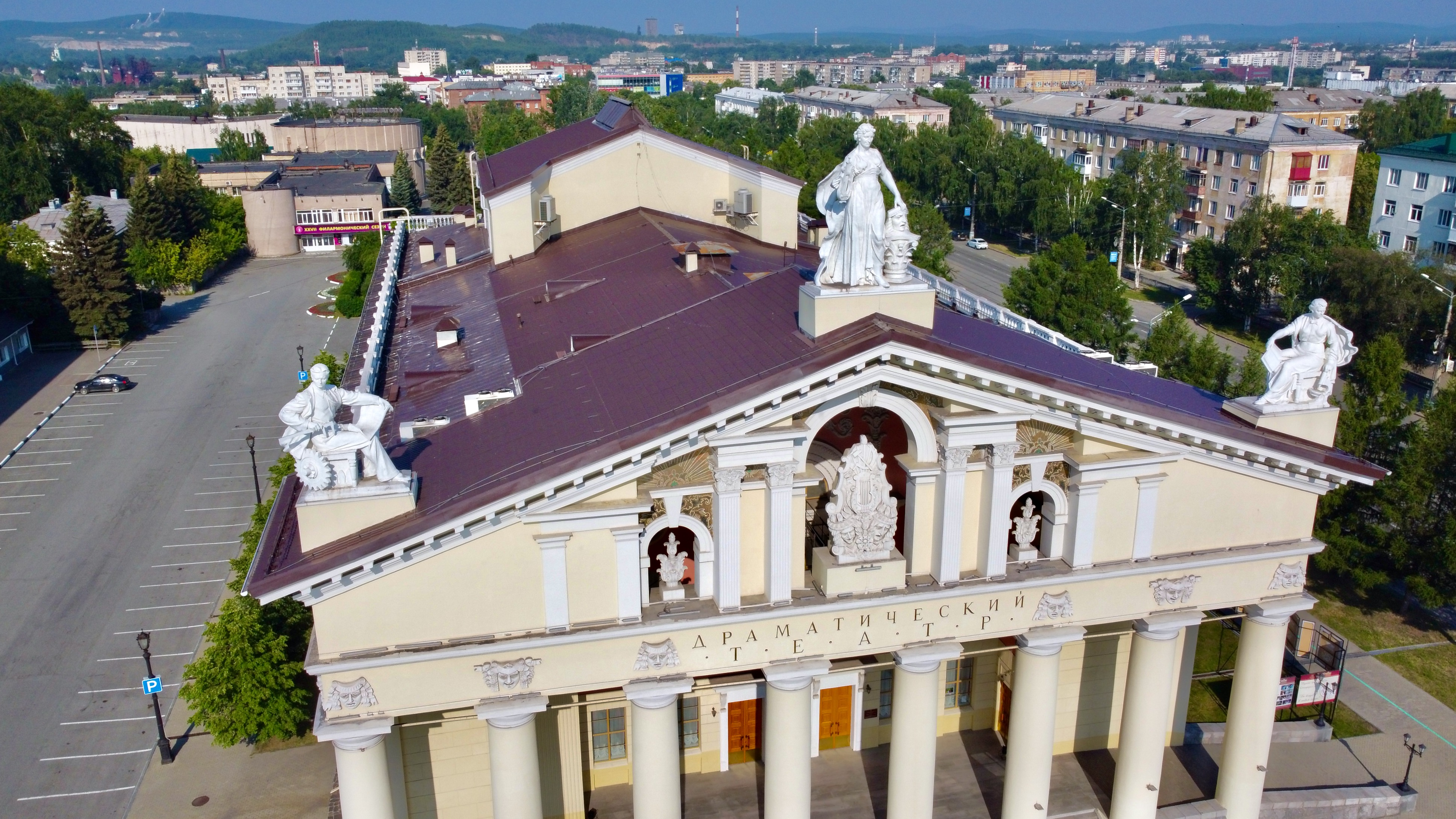